# Emily Berrington

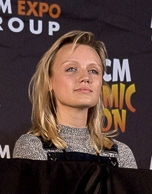
Emily Berrington

Emily Berrington (* 7. Dezember 1985 in Oxford) ist eine britische Theater- und Filmschauspielerin.

## Leben
Emily Berrington studierte zunächst Geographische Entwicklungsforschung am King’s College London. Von 2009 bis 2012 studierte sie Schauspiel an der Guildhall School of Music and Drama. Im Anschluss wurde sie für Film und Fernsehen sowie Theater angefragt. 2014 spielte sie die Terroristen-Tochter „Simone Al-Harazi“ in 24: Live Another Day. Ab 2015 spielte sie „Niska“ in der Science-Fiction-Serie Humans.

## Filmografie (Auswahl)
- 2013: The Look of Love
- 2013: The White Queen (Fernsehserie, 3 Folgen)
- 2014: Sex on the Beach 2 (The Inbetweeners)
- 2014: 24: Live Another Day (Fernsehserie, 7 Folgen)
- 2014: Final Cut – Die letzte Vorstellung (The Last Showing)
- 2015: Sons of Liberty (Miniserie, 3 Folgen)
- 2015–2018: Humans (Fernsehserie, 23 Folgen)
- 2017: The Hippopotamus
- 2017: The Miniaturist (Miniserie, 3 Folgen)
- 2022: The Stranger in Our Bed